# Janet Leigh
Janet Leigh (Jeanette Helen Morrison) (Merced, 1927. július 6. – Beverly Hills, 2004. október 3.) Golden Globe-díjas amerikai színésznő.

## Élete
Janet Leigh a kaliforniai Mercedben született Jeannette Helen Morrison néven. Norma Shearer színésznő fedezte fel. Első szerepét a Metro-Goldwyn-Mayernél zajlott meghallgatása után, 1947-ben kaptaa The Romance of Rosy Ridge című filmben. Ezután több filmszerepept is kapott: a Kisasszonyok (1949), az Angyalok a pályán (1951), vagy A meztelen nyom (1953). Az 1950-es években szerepei már komolyabbak voltak; kosztümös drámák és modern hősnők váltották egymást: My Sister Eileen (1955), Pete Kelly's Blues (1955), Jet Pilot (1957).
Egyik legemlékezetesebb szerepében Charlton Heston elrabolt feleségét alakította Orson Welles 1958-as klasszikusában, A gonosz érintésében. 2 évvel később a Psycho (1960) hozta meg számára a nagy sikert. Alfred Hitchcock legendássá filmjében nyújtott alakításáért Golden Globe-díjat kapott, valamint pályafutása során először és egyben utoljára Oscar-díjra is jelölték. A későbbiekben szerepelt John Frankenheimer A mandzsúriai jelölt (1962) című filmjében is. A Psychóról 1995-ben könyvet írt Behind the Scenes in the Classic Thriller (A klasszikus thriller kulisszái mögött) címmel.
Az 1970-es években is sokat szerepelt filmekben. Lányával, Jamie Lee Curtis-szel együtt is játszott az 1980-as A ködben (The Fog). Az 1980-1990-es években már nyugdíjba vonult, de 1998-ban újra feltűnt Jamie Lee Curtis mellett a Halloween: H20 című horrorban.

## Magánélete
1951-ben házasságot kötött Tony Curtisszel. Tony Curtis már a harmadik férje volt, hiszen 1942-ben John Carlisle-vel élt, 1946–1948 között pedig Stanley Reames-szel. Közös filmjeik a Houdini (1953), a The Perfect Furlough (1958) és a Vikingek (1958). 1962-ben gyerekeikkel – Kelly-vel és Jamie Lee Curtis-szel – kétszer is elváltak egymástól. Válásuk évében negyedszer is megházasodott, ekkor Robert Brandt lett a férje, akivel haláláig együtt élt.

## Filmjei
| Év   | Magyar cím                        | Eredeti cím                           | Szerep                                        | Magyar hang        | Rendező             |
| ---- | --------------------------------- | ------------------------------------- | --------------------------------------------- | ------------------ | ------------------- |
| 1947 |                                   | The Romance of Rosy Ridge             | Lissy Anne MacBean                            |                    | Ray Rowland         |
| 1947 |                                   | If Winter Comes                       | Effie Bright                                  |                    | Victor Saville      |
| 1948 |                                   | Hills of Home                         | Margit Mitchell                               |                    | Fred M. Wilcox      |
| 1948 |                                   | Words and Music                       | Dorothy Feiner Rodgers                        |                    | Norman Taurog       |
| 1949 | Erőszakos cselekedet              | Act of Violence                       | Edith Enley                                   | Farkasházi Réka    | Fred Zinnemann      |
| 1949 | Kisasszonyok                      | Little Women                          | Meg March                                     | Tóth Ildikó        | Mervyn LeRoy        |
| 1949 |                                   | The Red Danube                        | Maria Buhlen                                  |                    | George Sidney       |
| 1949 |                                   | The Doctor and the Girl               | Evelyn Heldon                                 |                    | Curtis Bernhardt    |
| 1949 | Az a Forsyte nő                   | That Forsyte Woman                    | June Forsyte                                  |                    | Compton Bennett     |
| 1949 |                                   | Holiday Affair                        | Connie Ennis                                  |                    | Don Hartman         |
| 1951 |                                   | Strictly Dishonorable                 | Isabelle Perry                                |                    | Melvin Frank        |
| 1951 | Norman Panama                     | Strictly Dishonorable                 | Isabelle Perry                                |                    |                     |
| 1951 | Angyalok a pályán                 | Angels in the Outfield                | Jennifer Paige                                |                    | Clarence Brown      |
| 1951 |                                   | Two Tickets to Broadway               | Nancy Peterson                                |                    | James V. Kern       |
| 1951 |                                   | It's a Big Country                    | Rosa Szabo Xenophon                           |                    | Charles Vidor       |
| 1952 |                                   | Just This Once                        | Lucy Duncan                                   |                    | Don Weis            |
| 1952 |                                   | Scaramouche                           | Aline de Gavrillac de Bourbon                 |                    | George Sidney (2)   |
| 1952 |                                   | Fearless Fagan                        | Abby Ames                                     |                    | Stanley Donen       |
| 1953 | A meztelen nyom                   | The Naked Spur                        | Lina Patch                                    |                    | Anthony Mann        |
| 1953 |                                   | Confidentially Connie                 | Connie Bedloe                                 |                    | Edward Buzzell      |
| 1953 | Houdini                           | Houdini                               | Bess Houdini                                  | Urbán Andrea       | George Marshall     |
| 1953 |                                   | Walking My Baby Back Home             | Chris Hall                                    |                    | Lloyd Bacon         |
| 1954 | A bátor herceg                    | Prince Valiant                        | Aleta hercegnő                                | Egri Márta         | Henry Hathaway      |
| 1954 |                                   | Living It Up                          | Wally Cook                                    |                    | Norman Taurog (2)   |
| 1954 | Falworth fekete pajzsa            | The Black Shield of Falworth          | Lady Anne                                     | Gáspár Kata        | Rudolph Maté        |
| 1954 | Vörös zsaru                       | Rogue Cop                             | Karen Stephanson                              |                    | Roy Rowland         |
| 1955 |                                   | Pete Kelly's Blues                    | Ivy Conrad                                    |                    | Jack Webb           |
| 1955 | Eileen, a húgom                   | My Sister Eileen                      | Eileen Sherwood                               | Hűvösvölgyi Ildikó | Richard Quine       |
| 1956 |                                   | Safari                                | Linda Latham                                  |                    | Terence Young       |
| 1957 | Sugárhajtású repülő               | Jet Pilot                             | Anna Marladovna Shannon hadnagy / Olga Orlief |                    | Josef von Sternberg |
| 1958 | A gonosz érintése                 | Touch of Evil                         | Susan Vargas                                  | Dallos Szilvia     | Orson Welles        |
| 1958 | A gonosz érintése                 | Touch of Evil                         | Susan Vargas                                  | Zakariás Éva       | Orson Welles        |
| 1958 | Vikingek                          | The Vikings                           | Morgana                                       | Kökényessy Ági     | Richard Fleischer   |
| 1958 |                                   | The Perfect Furlough                  | Vicki Loren hadnagy                           |                    | Blake Edwards       |
| 1960 |                                   | Who Was That Lady?                    | Ann Wilson                                    |                    | George Sidney (2)   |
| 1960 | Psycho                            | Psycho                                | Marion Crane                                  | Kiss Mari          | Alfred Hitchcock    |
| 1960 |                                   | Pepe                                  | önmaga                                        |                    | George Sidney (3)   |
| 1962 | A mandzsúriai jelölt              | The Manchurian Candidate              | Eugenie Rose Chaney                           | Györgyi Anna       | John Frankenheimer  |
| 1963 |                                   | Bye Bye Birdie                        | Rosie DeLeon                                  |                    | George Sidney (4)   |
| 1963 |                                   | Wives and Lovers                      | Bertie Austin                                 |                    | John Rich           |
| 1966 |                                   | Kid Rodelo                            | Nora                                          |                    | Richard Carlson     |
| 1966 | Harper – Célpontban               | Harper                                | Susan Harper                                  |                    | Jack Smight         |
| 1966 | Hárman egy díványon               | Three on a Couch                      | Dr. Elizabeth Acord                           | Káldi Nóra         | Jerry Lewis         |
| 1966 |                                   | An American Dream                     | Cherry McMahon                                |                    | Robert Gist         |
| 1967 | Kém zöld kalapban                 | The Spy in the Green Hat              | Miss Diketon                                  |                    | Joseph Sargent      |
| 1967 |                                   | Grand Slam                            | Mary Ann                                      |                    | Giuliano Montaldo   |
| 1969 |                                   | Hello Down There                      | Vivian Miller                                 |                    | Jack Arnold         |
| 1969 | Ricou Browning                    | Hello Down There                      | Vivian Miller                                 |                    |                     |
| 1972 |                                   | One Is a Lonely Number                | Gert Meredith                                 |                    | Mel Stuart          |
| 1972 |                                   | Night of the Lepus                    | Gerry Bennett                                 |                    | William F. Claxton  |
| 1979 |                                   | Boardwalk                             | Florence Cohen                                |                    | Stephen Verona      |
| 1980 | A köd                             | The Fog                               | Kathy Williams                                | Dallos Szilvia     | John Carpenter      |
| 1985 |                                   | The Fantasy Film Worlds of George Pal | önmaga                                        |                    | Arnold Leibovit     |
| 1998 | Halloween H20 - Húsz évvel később | Halloween H20: 20 Years Later         | Norma Watson                                  | Gyimesi Pálma      | Steve Miner         |
| 2005 | Vén csajok klubja                 | Bad Girls from Valley High            | Edwina Witt                                   | Kassai Ilona       | John T. Kretchmer   |

## Könyvei
- A klasszikus thriller kulisszái mögött (1995)